# Club sportif Bourgoin-Jallieu rugby
Il Club sportif Bourgoin-Jaillieu rugby è club francese di rugby a 15 di Bourgoin-Jallieu (Isère) che partecipa al campionato Fédérale 1, terza divisione nazionale.
In Top 14 fino al 2011, il club è incorso in due retrocessioni consecutive dovute a ragioni finanziarie, dopo 27 anni di militanza consecutiva in massima serie.
Nel suo palmarès vanta la vittoria in Challenge Cup 1996-97.

## Palmarès
- Challenge Cup: 1
1996-97

## Ex giocatori
- Julien Bonnaire
- Jacques Bouquet
- Marc Cécillon
- Sébastien Chabal
- Hervé Chabowski
- Alexandre Chazalet
- Jean Daudé
- Florian Fritz
- Stéphane Glas
- Laurent Leflamand
- Jean-François Martin-Culet
- Lionel Nallet
- Pierre Raschi
- Jean-François Tordo
- Eremodo Tuni
- David Venditti
- David Morgan